# Tente Sánchez
Josep Vicenç Sánchez Felip conocido futbolísticamente como Tente Sánchez (Barcelona, 8 de octubre de 1956) es un futbolista español de los años 80, destacó en el F. C. Barcelona, Real Murcia y en la selección española.
Tente Sánchez jugó en el F. C. Barcelona durante once temporadas entre 1975 y 1986 disputando un total 352 partidos. En la temporada 1986-1987 pasó a jugar en las filas del Real Murcia, que en aquel momento militaba en la primera división española, donde permaneció por dos temporadas disputando 73 partidos oficiales. En 1989 finalizó su carrera como futbolista en el CE Sabadell. Durante su carrera como profesional disputó 14 partidos con la selección española, participó en las fases de clasificación de las Eurocopas de 1980 y 1984 y en el Mundial de España 1982 (Fase Final). También estuvo presente en los Juegos Olímpicos de Montreal 1976.
Actualmente es agente de jugadores con Licencia de la Real Federación Española de Fútbol, profesión que ejerce desde principios de los años 90. En su cartera de jugadores destacan diversos jugadores de primera división española.

## Trayectoria como jugador
- FC Barcelona 1.ª División (España): 1975 - 1986 352 partidos 17 goles
- Real Murcia 1.ª División (España): 1986 - 1988 73 partidos 4 goles
- CE Sabadell 2ª División (España): 1988 - 1989 36 partidos 1 gol

### Partidos
- Liga Nacional de 1.ª División: 399
- Copa del Rey: 49
- Competiciones europeas: 48
- Selecciones Sub-21, Olímpica y "A": 20

Goles marcados en partidos oficiales: 22

## Títulos como jugador

### Torneos nacionales
| Título          | Club            | País   | Año  |
| --------------- | --------------- | ------ | ---- |
| Copa del Rey    | F. C. Barcelona | España | 1981 |
| Copa de la Liga | F. C. Barcelona | España | 1983 |
| Copa del Rey    | F. C. Barcelona | España | 1983 |
| Supercopa       | F. C. Barcelona | España | 1983 |
| Liga Española   | F. C. Barcelona | España | 1985 |
| Copa de la Liga | F. C. Barcelona | España | 1986 |

### Torneos internacionales
| Título           | Club      | País      | Año  |
| ---------------- | --------- | --------- | ---- |
| Recopa de Europa | Barcelona | Basilea   | 1979 |
| Recopa de Europa | Barcelona | Barcelona | 1982 |